# Agop Melkonjan
Agop Melkonjan, Агоп Мъгърдич Мелконян (Burgasz, 1949. március 10. – Szófia, 2006. július 23.) bolgár tudományos-fantasztikus író, műfordító, forgatókönyvíró, újságíró, egyetemi tanár.

## Élete
Családja Örményországból származott. Mérnöki diplomája megszerzése után az Орбита című lapmunkatársaként fizikai, csillagászati és mérnöki felfedezésekről írt. Számos regényt, novellát, színdarabot és forgatókönyvet alkotott. Ljuben Dilov, Szvetoszlav Szlavcsev, Dimitar Pejev és Szvetozar Zlatarov mellett a Георги Бакалов kiadó szerkesztőségének tagja volt, e kiadó jelentette meg a tudományos-fantasztikus Библиотека Галактика könyvsorozatot. Ő maga az Омега című fantasztikus magazin kiadója, valamint a havonta megjelenő Върколак című magazin szerkesztője volt (ez utóbbi nevét később Зона F-re változtatták).  
Műveit számos nyelvre, köztük oroszra, németre és franciára is lefordították. Fordítóként Arkagyij és Borisz Sztrugackij, Edgar Allan Poe és mások munkáit ültette át bolgár nyelvre. Az örmény költészet és próza fordítójaként is ismert. A Szófiai Ohridi Szent Kelemen Egyetem örménykutatási tanszékének alapítója, az örmény filológia professzora, a Bolgár Írók Szövetségének tagja volt. 1991-ben elnyerte a bolgár Гравитон díjat. Két fia volt, rákban hunyt el. 
Magyarul egyetlen novellája jelent meg a Galaktika 29. számában 1978-ban Pokol címmel.

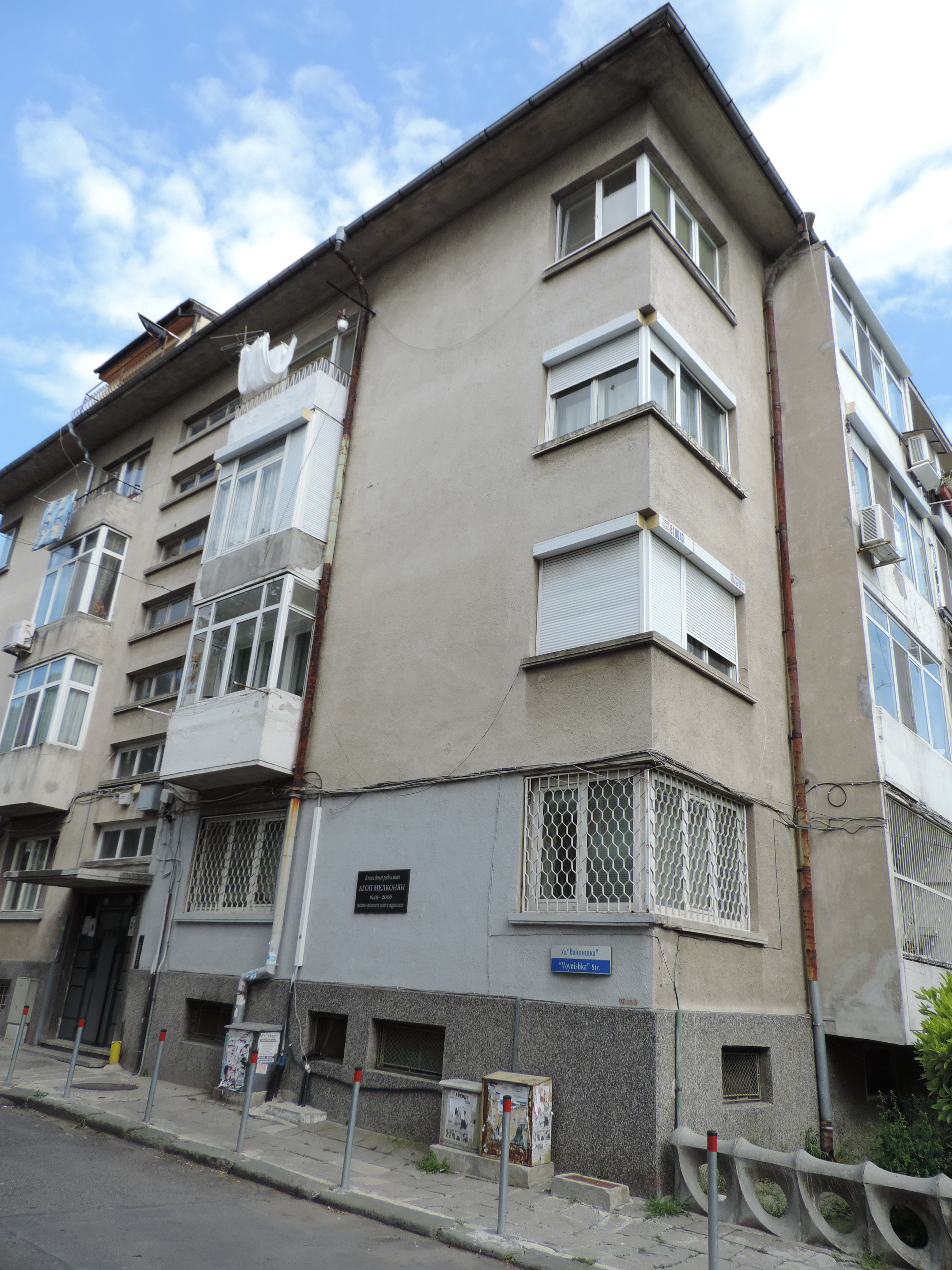
Agop Melkonjan burgaszi háza
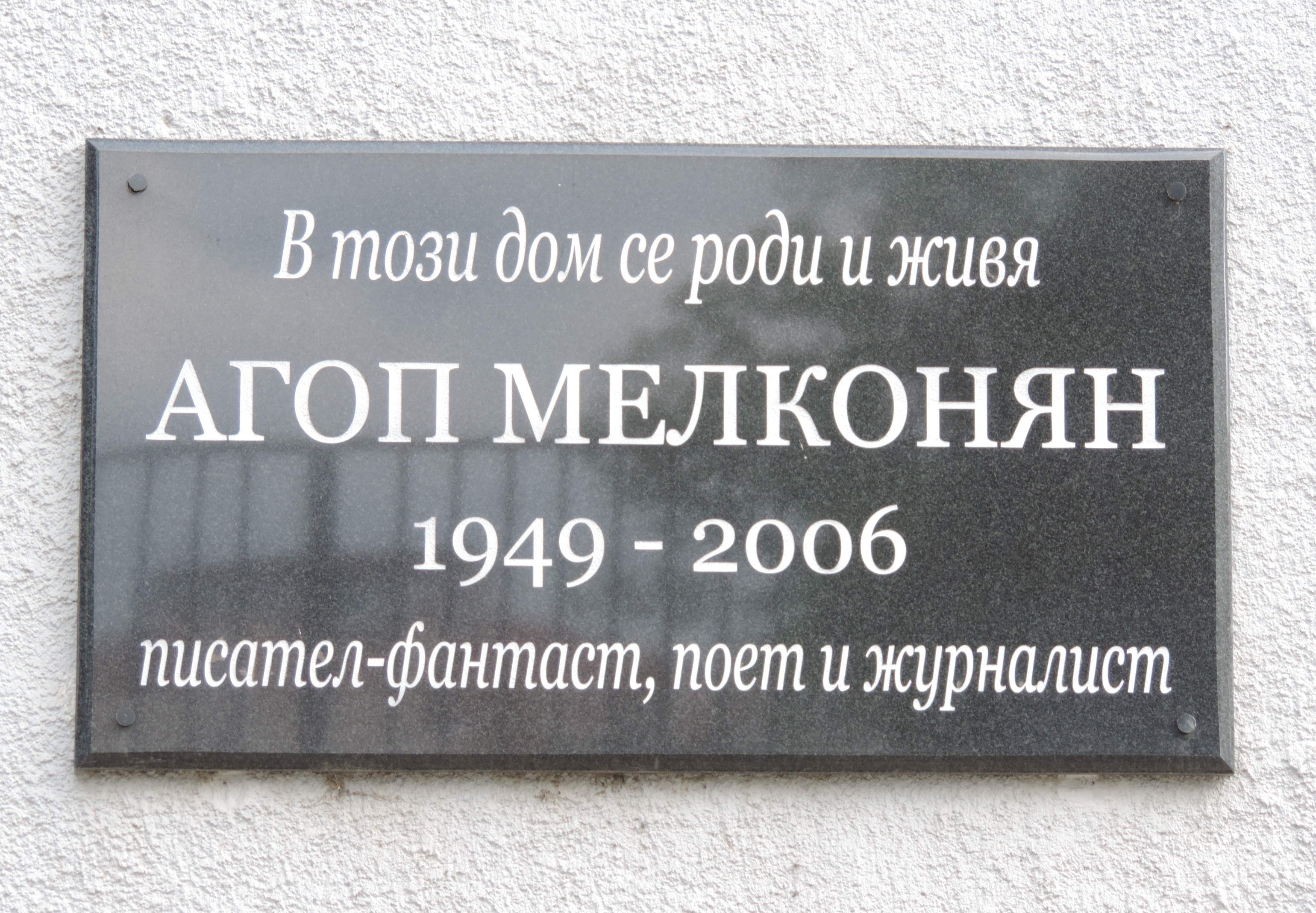
Emléktábla a ház falán

## Külső hivatkozások
- Interjú Agop Melkonjannal
- Rövid bolgár sci-fi történet
- Halálhíre, rövid méltatásával

## Fordítás
- Ez a szócikk részben vagy egészben  a(z)   Агоп Мелконян című bolgár Wikipédia-szócikk ezen változatának fordításán alapul.  Az eredeti cikk szerkesztőit annak laptörténete sorolja fel. Ez a jelzés csupán a megfogalmazás eredetét és a szerzői jogokat jelzi, nem szolgál a cikkben szereplő információk forrásmegjelöléseként.